# Diphucrania
Diphucrania (лат.) — род жуков-златок.

## Распространение
Австралия. Род распространен по всему материку, за исключением внутренних пустынных районов.

## Описание
Маленькие и средние, продолговатые и слегка плоские, яркие металлического цвета жуки.

## Систематика
Известно более 100 видов. Род относится к трибе Coraebini Bedel, 1921 (Agrilinae) и объединил в себе виды, ранее включаемые в роды Cisseis Gory & Laporte, 1839, Diphucrama (Kerremans, 1892) и Ethon Gory & Laporte, 1839.
- Род Diphucrania Dejean, 1833[3]
  - Diphucrania aberrans (Barker, 2001) (=Cisseis aberrans)
  - Diphucrania acuducta (Kirby, 1837)
  - Diphucrania adusta (Barker, 2001)
  - Diphucrania aenea (Barker, 2007)
  - Diphucrania aenigma (Barker, 2007)
  - Diphucrania aeruginosa (Barker, 2007)
  - Diphucrania albertisii (Gestro, 1877)
  - Diphucrania albosparsa (Gory & Laporte, 1839)
  - Diphucrania aquilonia (Bellamy, 1991)
  - Diphucrania armstrongi (Barker, 2001)
  - Diphucrania leucosticta (Kirby, 1818) typus (=Buprestis leucosticta Kirby, 1818)
  - Другие виды